# Attaque de Koutougou (2019)
Pour les articles homonymes, voir Attaque de Koutougou.
Insurrection djihadiste au Burkina Faso
Batailles
- Samorogouan
- Intangom
- Nassoumbou
- Ariel
- 1re Inata
- Loroni
- Gorom-Gorom
- Koutougou
- Arbinda
- Hallalé
- Markoye
- Dounkoun
- Boukouma
- 2e Inata
- Titao
- Opération Laabingol
- Namissiguima
- Madjoari
- Bourzanga
- Seytenga
- Gaskindé
- Tin-Ediar
- Tin-Akoff
- Aoréma
- Ougarou
- Namsiguia
- Noaka
- Koumbri
- Djibo
- Tawori
- Mansila
- Nassougou

Massacres
- Yirgou
- Solhan
- Karma
- Komsilga, Nodin et Soroe
- Bibgou et Soualimou
- Barsalogho

Attentats
- 1er Ouagadougou
- 2e Ouagadougou
- 3e Ouagadougou

L'attaque de Koutougou a lieu le 19 août 2019 lors de l'insurrection djihadiste au Burkina Faso.

## Déroulement
Le 19 août 2019, vers 5 heures du matin, le détachement militaire de Koutougou est attaqué par des djihadistes,,. L'assaut est mené par une centaine d'hommes selon des sources de France 24, tandis qu'une source sécuritaire de l'AFP évoque plusieurs dizaines de combattants. Ces derniers attaquent à bord de motos et de pick-up,. Ils commencent l'attaque avec des tirs de roquettes contre le camp. Celui-ci est incendié ainsi que le dortoir, des motos et du matériel, puis les assaillants repartent en emportant des armes prises sur les militaires,,,. Selon le témoignage d'une villageois, venus de l'ouest, les djihadistes repartent dans la même direction. 
L'attaque n'est pas immédiatement revendiquée, les groupes djihadistes actifs dans la région sont alors le Groupe de soutien à l'islam et aux musulmans, l'État islamique dans le Grand Sahara et Ansarul Islam. Le média malien Nord Sud journal indique que selon des sources sécuritaires burkinabées, l'attaque a été menée lancée par une centaine d'hommes de l'État islamique dans le Grand Sahara à bord de 65 motos et 4 pick-up dirigés par Abdoul Hakim Sahraoui et Moussa Moumini. D'après ce média, venus du village de Béri, dans la commune de Déou, les djihadistes, divisés en trois groupes, lancent l'attaque à 4 heures du matin, s'emparent de la base à 5 heures et se retirent à 6 heures, un groupe en direction du nord-est, un autre vers le sud.
Un mois plus tard, le 19 septembre, l'État islamique revendique effectivement l'attaque de Koutougou dans son journal al-Naba,,. Selon Le Monde, l'attaque aurait cependant été menée conjointement avec le Groupe de soutien à l'islam et aux musulmans.

## Pertes
Dans un premier temps, l'armée burkinabée annonce le soir du 19 août un bilan provisoire de plus d'une dizaine de tués du côté des militaires,,. Cependant des sources sécuritaires de l'AFP indiquent rapidement que le bilan pourrait dépasser la vingtaine de morts,. Kalidou Sy, le correspondant de France 24 au Burkina Faso, évoque quant à lui le chiffre de 24 morts.
Le 20 août, l'armée burkinabée revoit son bilan à la hausse et fait désormais état dans ses rangs de 24 morts, sept blessés et cinq disparus,. Elle affirme également que « de nombreux assaillants » ont été neutralisés dans une « vaste opération aérienne et terrestre de ratissage ». 
Le 22 août, l'armée burkinabée annonce que les cinq soldats portés disparus ont été retrouvés vivants.
Il s'agit alors de l'attaque la plus meurtrière commise par des djihadistes contre l'armée burkinabée,,.
D'après le média malien Nord Sud journal, les pertes des djihadistes sont quant à elle de six morts et plusieurs blessés dans l'attaque du camp. Deux autres sont tués quelques heures plus tard à sept kilomètres de la frontière malienne par un hélicoptère burkinabé. Le média indique également que selon un villageois à la frontière entre le Mali et le Burkina Faso, neuf combattants auraient succombé à leurs blessures dans les jours ayant suivi l'attaque. Près d'un mois plus tard, le 24 septembre, le média Nord Sud journal affirme que le nombre des djihadistes ayant succombé à leurs blessures est passé à 24, parmi lesquels un chef : le burkinabé Adama Garibou.

## Réactions
Le 20 août, le principal parti d'opposition au Burkina Faso, l'Union pour le progrès et le changement (UPC), demande la démission du gouvernement dirigé par Christophe Dabiré,.
Le président Roch Marc Christian Kaboré appelle quant à lui « le peuple burkinabé à rester toujours debout dans cette lutte de longue haleine contre le terrorisme. [...] Le Burkina Faso ne cédera pas une partie de son territoire, dussions-nous tous y laisser notre vie ».
Dans la nuit du 22 au 23 août, un incident a lieu au camp militaire Guillaume-Ouédraogo de Ouagadougou, où des militaires tirent des coups de feu pour manifester leur colère. RFI indique que « selon une source sécuritaire, des soldats exigeaient de nouvelles mesures de sécurité avant leur redéploiement sur le site attaqué. Après des échanges avec l’état-major général des armées, des promesses ont été faites et le calme est revenu ».
Le 23 août, le gouvernement burkinabé décrète un deuil national de trois jours.

## Conséquences
Après cette défaite, l'armée burkinabée abandonne cinq positions militaires près de sa frontière avec le Mali : celles de Nassoumbou, Inata, Tongomayel, Baraboulé et Koutougou.

## Vidéographie
- [vidéo] Burkina Faso : Les autorités face au péril jihadiste, France 24, 20 septembre 2019.